# Goacampa striata
Goacampa striata är en fjärilsart som beskrevs av Max Wilhelm Karl Draudt 1933. Goacampa striata ingår i släktet Goacampa och familjen tandspinnare. Inga underarter finns listade i Catalogue of Life.